# M/S Muikku
M/S Muikku (svenska: "siklöja") är ett tidigare finländskt havsforskningsfartyg, som numera används som charter- och hotellfartyg, med hemmahamn i Helsingfors.
Den 27,7 meter långa M/S Muikku byggdes på Hollmings varv i Raumo, blev färdig 1989 och ägdes tidigare av Södra Savolas miljöcentrum. Joensuu universitet ansvarade då för anskaffning och underhåll av fartygets forskningsutrustning, laboratoriefunktioner och samordning av användningen, medan dåvarande Vilt- och fiskeriforskningsinstitutet ansvarade för fiskeutrustningen.
M/S Muikku togs 2017 över av turrederiet Suomen Saaristokuljetus Oy (från 2020 FRS Finland). Fartyget renoverades och användes bland annat som hotellfartyg vid Helsingfors salutorg under vintersäsongen 2017–2018. Våren 2018 såldes fartyget till Raumo för restaurangbruk och köptes 2022 av TMSJ Group Oy. 